# Zatocoding
Système de sélection inventé par en 1952 par Calvin Mooers, fondateur de la Zator Company en recherche documentaire fondé sur un sélecteur automatique de fiches préperforées, les  Zatocards, et utilisé entre 1952 et 1978. Alliage des codes et des descripteurs pour analyser l'information, la coder et la retrouver.
Le système Zatocoding emploie des fiches à perforations marginales. « Le système Zatocoding, s'écartant délibérément des méthodes antérieures a résolu d'une manière originale le problème du code : les caractéristiques reçoivent des chiffres pris au hasard et il y a superposition partielle des symboles utilisés pour désigner différents concepts ».
Le Zatocoding aurait été à l'origine du Hashcoding.